# کرگفورد (آلاباما)
کرگفورد (به انگلیسی: Cragford) یک منطقهٔ مسکونی در ایالات متحده آمریکا است که در شهرستان کلی، آلاباما واقع شده‌است. کرگفورد ۲۶۲٫۱۳ متر بالاتر از سطح دریا واقع شده‌است.